# トリフルオロメタンスルホニルアジド
トリフルオロメタンスルホニルアジド（英語: trifluoromethanesulfonyl azide）または、トリフルアジド（英語: triflyl azide）CF
3SO
2N
3 は、有機合成の試薬として使われる有機アジドである。

## 合成
トリフルオロメタンスルホニルアジドは伝統的に、ジクロロメタン中でトリフルオロメタンスルホン酸無水物をアジ化ナトリウムで処理することにより合成される。しかし、爆発性の高いアジドクロロメタンやジアジドメタンを生成する可能性があるため、ジクロロメタンの使用は避けられる。この反応は、トルエン、アセトニトリル、ピリジン中で行うこともできる。
Tf
2O + NaN
3 → TfN
3 + NaOTf (Tf = CF
3SO
2)
イミダゾール-1-スルホニルアジドから始めるルートもある。

## 反応
トリフルオロメタンスルホニルアジドはアミンをアジドに変換するのに用いられる。